# 2019年のXリーグ
2019年のXリーグは23回目のXリーグである。

## 概要
前年度の「Super9」「Battle9」から大幅に変更され、以下のとおり実質的に2部制となった。
- X1 Super: 前年度のJXBトーナメントに出場した8チーム（Super9の上位6チームとワイルドカード勝者の2チーム）で構成される。
- X1 Area: 上記以外のSuper9・Battle9の10チームとX2リーグから昇格した2チームの計12チームで構成され、これを4チームずつ、イースト・セントラル・ウエストの3地区に分ける。（実際には、2018年度のXリーグ Battle9に所属したBULLSがX2に自主降格し、X2ウエスト優勝のオーパーツ福岡SUNS(現：イコールワン福岡SUNS)が入替戦でサイドワインダーズを破ったため、2018年度のX2リーグからは4チームが昇格した。）

X1 Superは総当たりのリーグ戦7試合を行い、その後、上位4チームによるポストシーズンのトーナメント戦を行う。決勝戦は12月16日に東京ドームで「ジャパンエックスボウル」として行われた。優勝チームは大学選手権優勝校とのライスボウル（2020年1月3日東京ドーム）に出場する。
X1 Areaはリーグ戦6試合（地区内3試合と地区外3試合）を行い、地区優勝チームの中で総合順位1位と2位のチームが「X1 Area ファイナル」を戦う。その勝者はX1 Superの最下位チームとの入替戦を戦い、勝てばX1 Superに昇格する。

## できごと
- 2018年8月21日 カンファレンスにて、新方式が発表された[1]。
- 2018年11月4日 ワイルドカードプレーオフの結果により、2019年のA1 Superに参加する8チームが決まる。
- 2018年12月1日 ブルザイズ東京がウォーリアーズを25-3で破り、最終節を残しX2イースト優勝、X1 Area自動昇格を決めた。
- 2018年12月2日 X2ウエスト優勝のオーパーツ福岡SUNSがX-X2入替戦でサイドワインダーズを22-7で破り、X1 Area昇格を決めた。
- 2018年12月9日 警視庁イーグルスが最終節でブルーサンダースを42-0で破り、X2セントラル全勝優勝、X1 Area自動昇格を決めた。

## 2019年度のリーグ編成

### X1 SUPER
- 富士通フロンティアーズ
- パナソニックインパルス[注釈 1]
- IBM Big Blue（日本IBM）
- ノジマ相模原ライズ[注釈 2]
- オービックシーガルズ
- エレコム神戸ファイニーズ[注釈 3]
- 東京ガスクリエイターズ[注釈 4]
- オール三菱ライオンズ（三菱グループ）

### X1 AREA

#### イースト
- アサヒビールシルバースター
- 富士ゼロックスミネルヴァAFC
- 電通クラブキャタピラーズ（電通・KADOKAWA）
- AFCクレーンズ[注釈 5]（X2から昇格）

#### セントラル
- LIXILディアーズ[注釈 6]
- 明治安田PentaOceanパイレーツ（明治安田生命・五洋建設）[注釈 7]
- 警視庁イーグルス（警視庁）（X2から昇格）
- ブルザイズ東京（X2から昇格）

#### ウェスト
- アサヒ飲料チャレンジャーズ
- アズワンブラックイーグルス
- 名古屋サイクロンズ[注釈 8]
- みらいふ福岡SUNS（X2から昇格）

### X2

#### イースト
- 三菱商事 CLUB TRIAX
- Sony Solidstate（ソニー）
- ブルーサンダース[注釈 9]
- ウォリアーズ[注釈 10]
- バーバリアン
- ハリケーンズ[注釈 11]

#### セントラル
- BULLSフットボールクラブ[注釈 12]（X1から降格）
- ラングラーズ
- TOKYORUSK ZERO FIGHTERS
- 横浜ハーバース
- オックス川崎AFC（近鉄）[注釈 13]
- セイバーズ[注釈 14]

#### ウェスト
- サイドワインダーズ[注釈 15]（X1から降格）
- 西宮ブルーインズ[注釈 16]
- クラブホークアイ[注釈 17]
- 大阪ガススカンクス
- ゴールデンファイターズ[注釈 18]
- J-STARS[注釈 19]（X3から昇格）

### X3

#### 東日本地区
- CLUB STEELERS
- 三井物産シーガルズ（三井物産）
- 伊藤忠クラブWINGS（伊藤忠）
- KYOEIガーディアンズ
- 下町ゴリラズ

#### 西日本地区
Aブロック
- いそのスーパースターズ[注釈 20]（X2から降格）
- 広島ホークス
- クラブアイランズ[注釈 21]
- トライスターズ
- 大阪府警シールズ（大阪府警察）
- リードエフォートエールズ

Bブロック
- 愛知ゴールデンウイングス
- キリックス豊田ブルファイターズ
- クラブベアーズ[注釈 22]
- 三重ファイアーバード
- 佐藤建設スタンディングベアーズ[注釈 23]
- 正英ブレイザーズ

## X1 Super

### レギュラーシーズン
| 順位 | チーム       | 試合数 | 勝 | 敗 | 備考               |
| ---- | ------------ | ------ | -- | -- | ------------------ |
| 1    | 富士通       | 7      | 7  | 0  | プレーオフ準決勝へ |
| 2    | オービック   | 7      | 6  | 1  | プレーオフ準決勝へ |
| 3    | パナソニック | 7      | 5  | 2  | プレーオフ準決勝へ |
| 4    | エレコム神戸 | 7      | 3  | 4  | プレーオフ準決勝へ |
| 5    | IBM          | 7      | 3  | 4  |                    |
| 6    | 東京ガス     | 7      | 2  | 5  |                    |
| 7    | オール三菱   | 7      | 1  | 6  |                    |
| 8    | ノジマ相模原 | 7      | 1  | 6  | 入替戦へ           |

4位と5位、7位と8位は直接対決の結果による。

### プレーオフ
|  | 準決勝                         | 準決勝       |                      |  | 第33回ジャパンエックスボウル | 第33回ジャパンエックスボウル |
|  |                                |              |                      |  |                              |                              |
|  | 11月30日・富士通スタジアム川崎 |              |                      |  |                              |                              |
|  | 富士通                         | 31           |                      |  |                              |                              |
|  | エレコム神戸                   | 13           |                      |  |                              |                              |
|  |                                |              | 12月16日・東京ドーム |  |                              |                              |
|  | 富士通                         | 28           |                      |  |                              |                              |
|  |                                | パナソニック | 26                   |  |                              |                              |
|  | 11月30日・万博記念競技場       |              |                      |  |                              |                              |
|  | パナソニック                   | 24           |                      |  |                              |                              |
|  | オービック                     | 14           |                      |  |                              |                              |

### X1 Super-X1 Area入替戦
| アサヒビールシルバースター | 20–32 | ノジマ相模原ライズ |
| -------------------------- | ----- | ------------------ |
|                            |       |                    |

ノジマ相模原ライズがX1 Superに残留。

## X1 Area

### レギュラーシーズン
| 順位 | チーム         | 試合数 | 勝 | 敗 | TB1 | TB2 | 抽選 | 備考                 |
| ---- | -------------- | ------ | -- | -- | --- | --- | ---- | -------------------- |
| 1    | アサヒ飲料     | 6      | 6  | 0  |     |     |      | X1 Area ファイナルへ |
| 2    | アサヒビール   | 6      | 4  | 2  | 21  | 11  | ○    | X1 Area ファイナルへ |
| 3    | リクシル       | 6      | 4  | 2  | 21  | 11  | ×    |                      |
| 4    | 明治安田       | 6      | 4  | 2  | 14  | 7   |      |                      |
| 5    | 電通           | 6      | 4  | 2  | 14  | 6   |      |                      |
| 6    | 富士ゼロックス | 6      | 4  | 2  | 13  |     |      |                      |
| 7    | みらいふ福岡   | 6      | 4  | 2  | 12  |     |      |                      |
| 8    | 名古屋         | 6      | 3  | 3  |     |     |      |                      |
| 9    | ブルザイズ     | 6      | 2  | 4  |     |     |      |                      |
| 10   | 警視庁         | 6      | 1  | 5  |     |     |      |                      |
| 11   | アズワン       | 6      | 0  | 6  | 25  |     |      |                      |
| 12   | AFCクレーンズ  | 6      | 0  | 6  | 21  |     |      | 入替戦へ             |

勝利数が並んだ全てのチームの間で直接対決が無かった場合は、以下の優先順位で順位を決定する。（1．TB1 対戦相手の勝利数、2．TB2 勝利した対戦相手の勝利数、3．抽選）

### X1 Area ファイナル
| アサヒビールシルバースター | 34–31 | アサヒ飲料チャレンジャーズ |
| -------------------------- | ----- | -------------------------- |
|                            |       |                            |

アサヒビールがX1 Super8位との入替戦に出場。

### X1 Area-X2 入替戦
| BULLSフットボールクラブ | 37–0 | AFCクレーンズ |
| ----------------------- | ---- | ------------- |
|                         |      |               |

BULLSがX1 Areaに昇格。

## X2・X3リーグ

### X2・イースト
| 順位 | チーム           | 試合数 | 勝 | 敗 | 備考                 |
| ---- | ---------------- | ------ | -- | -- | -------------------- |
| 1    | ブルーサンダース | 5      | 5  | 0  | X1昇格の意思を示さず |
| 2    | バーバリアン     | 5      | 4  | 1  |                      |
| 3    | Sony             | 5      | 2  | 3  |                      |
| 4    | TRIAX            | 5      | 2  | 3  |                      |
| 5    | ウォーリアーズ   | 5      | 2  | 3  |                      |
| 6    | ハリケーンズ     | 5      | 0  | 5  |                      |

3位～5位は得失点差による。

### X2・セントラル
| 順位 | チーム        | 試合数 | 勝 | 敗 | 備考     |
| ---- | ------------- | ------ | -- | -- | -------- |
| 1    | BULLS         | 5      | 5  | 0  | 入替戦へ |
| 2    | ラングラーズ  | 5      | 4  | 1  |          |
| 3    | ZERO FIGHTERS | 5      | 3  | 2  |          |
| 4    | ハーバース    | 5      | 2  | 3  |          |
| 5    | セイバーズ    | 5      | 1  | 4  |          |
| 6    | オックス川崎  | 5      | 0  | 5  |          |

### X2・ウェスト
| 順位 | チーム                 | 試合数 | 勝 | 敗 | 分 | 備考                 |
| ---- | ---------------------- | ------ | -- | -- | -- | -------------------- |
| 1    | 大阪ガス               | 5      | 5  | 0  |    | X1昇格の意思を示さず |
| 2    | ホークアイ             | 5      | 2  | 2  | 1  |                      |
| 3    | 西宮                   | 5      | 2  | 2  | 1  |                      |
| 4    | ゴールデンファイターズ | 5      | 2  | 2  | 1  |                      |
| 5    | サイドワインダーズ     | 5      | 2  | 3  |    | 入替戦へ             |
| 6    | J-STARS                | 5      | 0  | 4  | 1  | 入替戦へ             |

2位～4位は得失点差による。

### X2-X3 入替戦
| サイドワインダーズ（X2ウエスト5位） | 42–7 | いそのスーパースターズ（X3西日本Aブロック1位） |
| ----------------------------------- | ---- | ---------------------------------------------- |
|                                     |      |                                                |

| J-STARS（X2ウエスト6位） | 14–7 | 愛知ゴールデンウイングス（X3西日本Bブロック1位） |
| ------------------------ | ---- | ------------------------------------------------ |
|                          |      |                                                  |

サイドワインダーズとJ-STARSがX2に残留。